# Durham (Connecticut)
Durham es un pueblo ubicado en el condado de Middlesex en el estado estadounidense de Connecticut. En el año 2005 tenía una población de 7,266 habitantes y una densidad poblacional de 119 personas por km².

## Geografía
Durham se encuentra ubicada en las coordenadas 41°27′37″N 72°40′55″O / 41.46028, -72.68194.

## Demografía
Según la Oficina del Censo en 2000 los ingresos medios por hogar en la localidad eran de $77,639 y los ingresos medios por familia eran $82,864. Los hombres tenían unos ingresos medios de $51,250 frente a los $38,833 para las mujeres. La renta per cápita para la localidad era de $29,306. Alrededor del 1.7% de la población estaban por debajo del umbral de pobreza.